# Free Spirit
Free Spirit é o segundo álbum de estúdio do cantor americano Khalid, lançado em 5 de abril de 2019 pela RCA Records. É procedido pelo EP Suncity, lançado em 2018.

## Promoção

### Curta-metragem
Um curta-metragem que acompanha o álbum foi lançado no canal de Khalid no YouTube no mesmo dia do lançamento do álbum.

### Singles
"Talk" foi lançada em 7 de fevereiro de 2019, como o primeiro single do álbum. "Right Back" com A Boogie Wit Da Hoodie foi lançada em 2 de agosto como o segundo single do álbum.

## Recepção da crítica
| Críticas profissionais | Críticas profissionais |
| Pontuações agregadas   | Pontuações agregadas   |
| Fonte                  | Avaliação              |
| ---------------------- | ---------------------- |
| Metacritic             | 58/100                 |
| Avaliações da crítica  |                        |
| Fonte                  | Avaliação              |
| AllMusic               | [ 6 ]                  |
| Entertainment Weekly   | C+                     |
| The Guardian           | [ 8 ]                  |
| The Independent        | [ 9 ]                  |
| NME                    | [ 10 ]                 |
| The Observer           | [ 11 ]                 |
| Pitchfork              | 4.7/10                 |
| Rolling Stone          | [ 13 ]                 |
| The Times              | [ 14 ]                 |
| Vice                   | A−                     |

Free Spirit recebeu elogios mistos dos críticos de música. No Metacritic, que atribui uma classificação média ponderada de 100 a críticas de publicações populares, o álbum recebeu uma pontuação de 58, com base em 15 críticas.

## Desempenho comercial
| Tabela musical (2019)               | Melhor posição |
| ----------------------------------- | -------------- |
| Alemanha (GfK Entertainment Charts) | 32             |
| Austrália (ARIA)                    | 2              |
| Áustria (Ö3 Austria)                | 25             |
| Bélgica (Ultratop da Valônia)       | 97             |
| Bélgica (Ultratop de Flandres)      | 27             |
| Canadá (Billboard Canadian Albums)  | 1              |
| Coreia do Sul (Gaon)                | 56             |
| Dinamarca (Hitlisten)               | 4              |
| Escócia (Scottish Albums Chart)     | 34             |
| Espanha (PROMUSICAE)                | 86             |
| Estados Unidos (Billboard 200)      | 1              |
| Finlândia (IFPI)                    | 7              |
| França (SNEP)                       | 42             |
| Irlanda (IRMA)                      | 2              |
| Itália (FIMI)                       | 62             |
| Letônia (LAIPA)                     | 4              |
| Lituânia (AGATA)                    | 2              |
| Noruega (VG-lista)                  | 3              |
| Nova Zelândia (RMNZ)                | 2              |
| Países Baixos (MegaCharts)          | 3              |
| Portugal (AFP)                      | 40             |
| Reino Unido (UK Albums Chart)       | 2              |
| Suécia (Sverigetopplistan)          | 3              |
| Suíça (Schweizer Hitparade)         | 8              |